# ليمو (أسطورة)
ليمو (بالإنجليزية: Limu)‏ رب الموتى البولينيزي.